# Емил от Льонеберя
Емил от Льонеберя (на шведски: Emil i Lönneberga) е герой от едноименния детски роман на Астрид Линдгрен.
Романът е издаден през 1963 г. и е заснет като филм в началото на 1970-те години: един път като игрален филм (1970) и втори път като сериал (1973 г.). Игралният филм е сниман през 1971 година от режисьора Olle Hellbom в околностите на Vimmerby (Småland). По време на снимките главният актьор Jan Ohlsson е на 9-годишна възраст. Премиерата на игралния филм е била на 4 декември 1971 година в същия град. Във филма има и немски актьори.
Главният актьор Ян Олсон не харесва факта, че в живота винаги е свързван с пресъздадения герой. След последната серия снимана през 1973 взема участие още два филма. Работи като Системен администратор.
Първото издание на български език е през 1980 г. в превод на Теодора Джебарова, като част от издателската поредица Библиотека „Смехурко“ на издателство „Отечество“.

## Други
Немските актьори е трябвало добре да научат своите реплики на шведски. В немската версия на филма по книгата (шведско-немска продукция) името на главния герой не е Емил, а Михел (Michel). Музиката от филма става бързо популярна. 